# Christoph II. von Dohna-Schlodien
Christoph II., Burggraf und Graf von Dohna-Schlodien (* 25. Oktober 1702 in Schlodien; † 19. Mai 1762 in Berlin) war ein preußischer General.
Er entstammte als Sohn von Christoph I. zu Dohna-Schlodien dem ostpreußischen Zweig derer von Dohna.

## Leben
Donah diente zunächst im Infanterie-Regiment Nr. 23. Am 16. August 1718 wurde er Fähnrich und am 1. Januar 1719 zum Infanterie-Regiment Nr. 3 versetzt, dort erhielt er 1723 seine erste eigene Kompanie. 1727 wurde er als jüngster Hauptmann zum Oberstleutnant befördert und am 28. Juli 1740 wurde er preußischer Oberst und wurde 1741 zum Kommandeur im Infanterie-Regiment Nr. 22. Am 20. Juni 1745 wurde er zum Generalmajor ernannt (Patent vom 15. Mai 1743) und Chef des Infanterie-Regiments Nr. 4. Dieses tauschte er aber bald gegen das Infanterie-Regiment Nr. 23. Am 14. Juli 1748 erhielt er das Infanterie-Regiment Nr. 16 und am 25. Januar 1751 wurde er Generalleutnant.
Er zeichnete sich in den beiden ersten Schlesischen Kriegen aus. 1751 zum Generalleutnant ernannt, kommandierte er 1757 die Avantgarde des Lehwaldtschen Korps gegen die Russen, befehligte bei Großjägersdorf das erste Treffen und wurde dort verwundet. Im April 1758 bekam er das Oberkommando über die Truppen in Pommern. Er zog gegen die Schweden und schloss Stralsund ein. 1758 hielt er die Russen bis zur Ankunft des Königs an der Oder auf, befehligte bei Zorndorf einen Flügel des ersten Treffens, zwang die Russen, die Belagerung von Kolberg aufzuheben, agierte gegen die Österreicher und von Haddik in Sachsen und eroberte im Januar 1759: Damgarten, Richtenberg, Grimm, Greifswald, Demmin und Anklam. Er drängte so die Schweden wieder nach Stralsund und Rügen zurück.
Im April 1759 wurde er von General von Manteuffel abgelöst und ging zur Erholung nach Berlin. Nach seiner Genesung kam er zur Armee nach Landsberg an der Warthe. Mit ihr marschierte er am 24. Juni 1759 nach Polen, um die Russen von einem Vorstoß nach Schlesien abzubringen. Am 22. Juli 1759 stand er vor der russischen Armee in Züllichau (Kay), als er nach Berlin gerufen wurde. Die Schlacht bei Kay schlug und verlor sein Nachfolger Carl Heinrich von Wedel.
Er lebte fortan in Berlin, wo er am 19. Mai 1762 starb.